# Nuevo laborismo

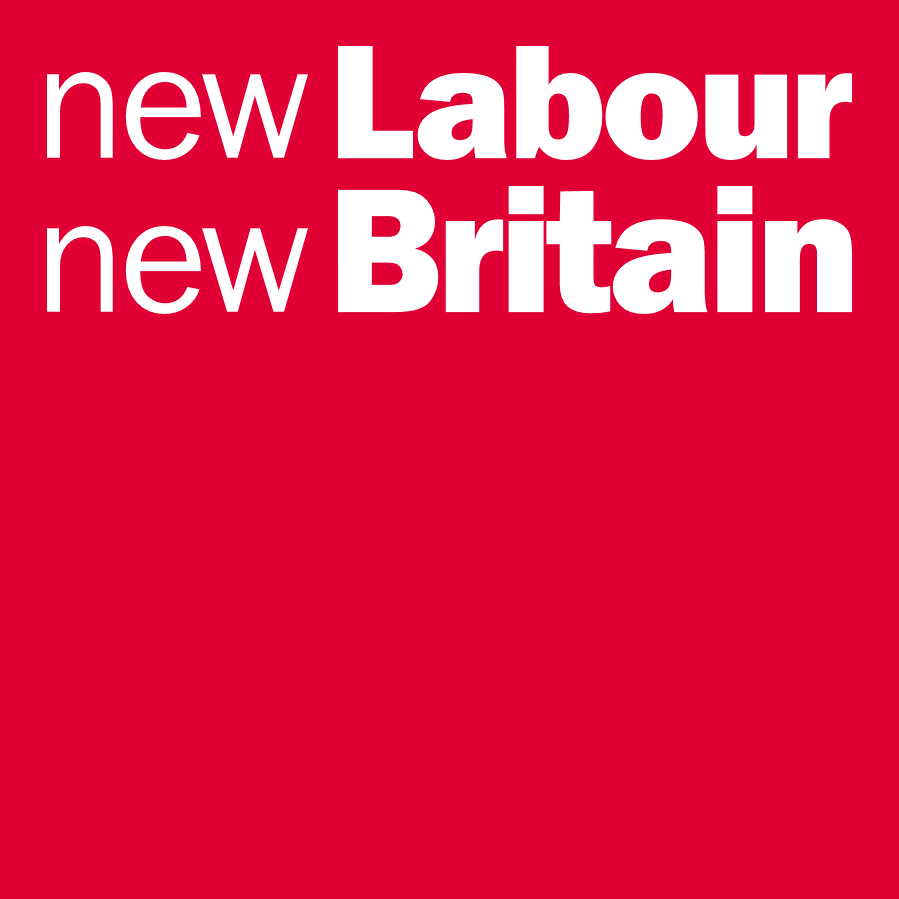
Logotipo del nuevo laborismo

El Nuevo laborismo (en inglés, "New labour") se refiere a un periodo en la historia del Partido Laborista Británico, desde mitad de los años 80 hasta principios de la década de 2010, bajo el liderazgo de Tony Blair y Gordon Brown. El nombre proviene del título de un Congreso, utilizado por primera vez por el partido en 1994, que se recogió más tarde en una declaración de intenciones publicada en 1996, llamada "Nuevo laborismo, nueva vida para Gran Bretaña" ("New Labour, New Life for Britain"). Se presentó como la marca de un partido reformado, que alteró la Cláusula IV de sus estatutos y apoyó la economía de mercado. El eslogan fue utilizado extensamente mientras el partido estuvo en el gobierno, entre 1997 y 2010. El Nuevo Laborismo ganó las elecciones generales de 1997 y 2001 por mayoría absoluta, y volvió a ganar en 2005, esta vez con mayoría relativa. En 2007, Blair dimitió como el líder del partido y fue sucedido por Gordon Brown. El Laborismo perdió las elecciones generales de 2010, lo que resultó en un parlamento fragmentado y llevó a la creación de una coalición gubernamental entre el Partido Conservador y el Partido Liberal; Gordon Brown dimitió como primer ministro, y como líder del Partido Laborista poco después. Fue sucedido por Ed Miliband tras las elecciones al liderazgo del partido que tuvieron lugar aquel mismo año.
La marca del "Nuevo Laborismo" fue desarrollada para recuperar la confianza del electorado y para escenificar una partida del "Antiguo Laborismo", el cual había sido criticado por el quebranto de sus promesas electorales y por sus vínculos entre los sindicatos y el estado. El "Nuevo Laborismo" se utilizó para comunicar la modernización del partido al público. Estuvo coordinado por Alastair Campbell, que centralizó las comunicaciones del partido y utilizó su experiencia en el periodismo para conseguir buenas relaciones con los medios de comunicación. En 2002, tras las críticas de Philip Gould, Blair anunció la necesidad de reinventar la marca, basándola en una política interna unificada y una reivindicación más grande de la política exterior. Tras el liderazgo de Neil Kinnock y John Smith, el partido, bajo la marca del Nuevo Laborismo, intentó ampliar su base electoral y, en las elecciones de 1997, su apoyo se elevó sustancialmente entre las clases altas y medias. Los laboristas mantuvieron este apoyo amplio en las elecciones de 2001 y 2005. La marca se retiró en 2010.
El Nuevo Laborismo tuvo como elementos clave el pensamiento político de Anthony Crosland, el liderazgo de Tony Blair y Gordon Brown, y la campaña mediática fraguada por Peter Mandelson y Alastair Campbell. La filosofía política del Nuevo Laborismo fue influenciada por el desarrollo, dentro del partido, de la "Tercera vía", ideada por Anthony Giddens, que intentó crear una síntesis entre socialismo y capitalismo. El partido enfatizó en la importancia de la justicia social, más que en la igualdad, así como en la necesidad de igualdad de oportunidades, y creía en el uso del mercado libre para otorgar eficiencia económica y justicia social. En 2002, Giddens consideró a la propaganda manipuladora como el fracaso más grande del Nuevo Laborismo, pero elogió el éxito del partido en algunas áreas y la marginalización del Partido Conservador.

## Historia
Tras ser elegido por primera vez como Miembro del Parlamento por Sedgefield, County Durham, en las elecciones generales de 1983, Tony Blair se convirtió en el líder del Partido Laborista en 1994, tras ganar con el 57% de los votos en las elecciones del partido, derrotando a John Prescott y Margaret Beckett. Su primer puesto como miembro de gabinete en la sombra fue en noviembre de 1988, cuando Neil Kinnock le nombró secretario de Estado en la Sombra de Energía, y en julio de 1992 fue promovido al puesto de secretario de Interior en la Sombra, en la elección de John Smith como líder del Partido Laborista.
Gordon Brown, que pasaría a ostentar posiciones de mando en el gobierno de Blair antes de sucederle como primer ministro, en junio de 2007, no fue candidato en las elecciones del partido de 1994 debido a un acuerdo llegado entre ambos aquel año, en el cual Brown prometió no presentarse a las elecciones. Los medios de comunicación han especulado desde entonces que Blair accedió a retirarse y permitir el liderazgo a Brown en el futuro, aunque los seguidores de Blair han objetado que dicho trato nunca tuvo lugar. El término "Nuevo Laborismo" fue fraguado por Blair en su discurso del Congreso del Partido Laborista de 1994, como parte del eslogan "Nuevo Laborismo, Nueva Gran Bretaña" ("New Labour, New Britain"). Durante su discurso, Blair anunció la modificación de la Cláusula IV de los estatutos del partido, que abandonó la adhesión del laborismo a la nacionalización y se adhería a la economía de mercado. La nueva versión de la cláusula comprometió al Partido Laborista a equilibrar el mercado con la propiedad pública, así como la creación de riqueza con la justicia social. En 1997, tras 18 años de gobierno conservador, el Nuevo Laborismo consiguió una victoria por mayoría absoluta en las elecciones generales, consiguiendo un total de 418 asientos en la Cámara de los Comunes, la victoria más holgada en la historia del partido. El partido también consiguió la victoria en las elecciones de 2001 y 2005, convirtiendo a Blair en el primer ministro laborista con más tiempo en el cargo, y el primero en ganar tres elecciones generales consecutivas. De hecho, fue el primer líder laborista en ganar las elecciones generales desde Harold Wilson en 1974.
En los meses siguientes a la victoria del Partido Laborista en las elecciones de 1997, se convocaron referéndums en Escocia y Gales en relación con la Devolución Inglesa. Hubo una clara mayoría a favor de la devolución en Escocia y un apoyo más ajustado en Gales. Escocia recibió un grado más fuerte de autonomía que Gales. El gobierno laborista aprobó varias leyes en 1998 para constituir un Parlamento escocés y una Asamblea galesa, cuyas primeras elecciones tuvieron lugar en 1999. Blair intentó continuar las negociaciones de paz en Irlanda del Norte, ofreciendo un parlamento regional y un gobierno. En 1998, se firmó el Acuerdo de Viernes Santo, que permitía una asamblea electa de 108 miembros y un acuerdo de reparto de poder entre nacionalistas y unionistas. Blair estuvo involucrado personalmente en estas negociaciones.
Tras los ataques de Estados Unidos en Afganistán y Sudán de 1998, Blair emitió una declaración apoyando dichas acciones; envió apoyo militar a Estados Unidos en su invasión de Afganistán en 2001. En marzo de 2003, el gobierno laborista, temiendo el supuesto acceso de Sadam Huseín a armas de destrucción masiva, participó en la invasión de Irak comandada por Estados Unidos. La intervención británica en Irak causó protestas públicas. Multitudes de alrededor de 400.000 personas se manifestaron en octubre de 2002, y una vez más en la primavera siguiente. El 5 de febrero de 2003, más de un millón de persvnas se manifestaron contra la guerra en Irak, y otras 60.000 se reunieron en Mánchester en el Congreso del Partido Laborista. Las quejas de los manifestantes incluían la ocupación británica de Afgnnistán y la inminente invasión de Irak.
En junio de 2007, Blair dimitió como líder del Partido Laborista y Gordon Brown, anteriormente Canciller de Hacienda del Reino Unido, le sucedió tras el congreso del partido. Tres años antes, Blair había anunciado que no se presentaría a unas cuartas elecciones generales consecutivas como líder del Partido Laborista si ganaba las elecciones de 2005. Brown tuvo inicialmente un sólido apoyo popular y se publicitaron ampliamente sus planes para unas elecciones generales rápidas, aunque nunca se anunciaron oficialmente. El 18 de febrero de 2008, el Canciller de Hacienda Alistair Darling anunció que el banco quebrado Northern Rock, sería nacionalizado, mediante el apoyo de préstamos y garantías por un importe de 50 millones de Libras Esterlinas. El banco había sido desestabilizado por la crisis de las hipotecas "subprime" americanas del año anterior, y no se pudo encontrar un comprador privado para el banco.
Las elecciones generales de 2010 acabaron en un parlamento fraccionado, en el que los laboristas consiguieron 258 asientos, 91 menos que en 2005. Tras fracasar en el intento de conseguir una coalición con los Liberal Demócratas, Gordon Brown anunció su intención de dimitir como líder del Partido Laborista el 10 de mayo, y dimitió como primer ministro del Reino Unido al día siguiente. Poco después, David Cameron y Nick Clegg anunciaron la formación de una coalición entre los Conservadores y los Liberal Demócratas; David Cameron fue nombrado primer ministro y Nick Clegg en vice primer ministro de un gabinete que contenía dieciocho ministros conservadores y cinco ministros liberal demócratas. Al anunciar su intención de presentarse al liderazgo del partido, Ed Miliband declaró que el Nuevo Laborismo había acabado, y tras la publicación de las memorias de Tony Blair el 1 de septiembre de 2010, Ed Miliband dijo "Creo que es la hora de dejar a Tony Blair y a Gordon Brown y a Peter Mandelson y abandonar el Nuevo Laborismo y la mejor manera de pasar página es conmigo de candidato. Creo francamente que muchos electores querrán que pasemos página". Ed Milliband ganó las elecciones al liderazgo del Partido Laborista, y fue capaz para ello de movilizar el apoyo del electorado vinculado a los sindicatos. En un discurso de julio de 2011, Blair dijo que el Nuevo Laborismo murió cuando dejó el cargo y Gordon Brown asumió el liderazgo del partido, asegurando que desde 2007 el partido "perdió su ritmo conductor".

## Marca política
Una vez se estableció el Nuevo Laborismo, se desarrolló como marca, la cual se describió como una salida del "Viejo laborismo", el partido antes de 1994, que había sido criticado por traicionar regularmente sus promesas electorales, y estaba firmemente unido al sindicalismo, el estado, y a los perceptores de prestaciones sociales. Los dos últimos líderes del partido, Neil Kinnock y John Smith, habían empezado a hacer esfuerzos para modernizar el partido como estrategia para el éxito electoral, antes de la muerte de Smith en 1994. Sin embargo, el estilo de Smith, al que se le denominaba, a veces peyorativamente, "un tirón más", era percibido como demasiado tímido por modernizadores como Blair, Brown y Mandelson, que sentían que su aproximación cautelosa, que buscaba evitar controversias y ganar las siguientes elecciones capitalizando la impopularidad del gobierno conservador, no era suficiente.
El Nuevo Laborismo fue utilizado para continuar con esta modernización, así como para comunicar dicha modernización al público; el partido también empezó a hacer uso de grupos de opinión para probar si sus ideas políticas eran atractivas para los votantes indecisos. Su propósito era asegurar al público que el partido otorgaría un nuevo estilo de gobernanza y mitigaría los miedos a que un gobierno laborista volviera a provocar los conflictos laborales que caracterizaron su pasado.
Mientras el partido estuvo en el poder, el secretario de prensa Alastair Campbell instaló una organización centralizada para coordinar las comunicaciones del gobierno e imponer un mensaje unitario en las declaraciones de los ministros. Charlie Whelan, el jefe de prensa de Gordon Brown, a menudo tuvo conflictos con Campbell debido a los intentos de aquel de informar a la prensa según sus propias iniciativas; esto continuó hasta su dimisión en 1999. Campbell siguió una aproximación profesional con los medios de comunicación para asegurar que se presentaba un mensaje claro, y el partido planificaba las comunicaciones con antelación para asegurar una buena recepción por los medios. Campbell utilizó su propia experiencia como periodista; era conocido por su atención al detalle y el uso efectivo del sensacionalismo. Campbell desarrolló una buena relación con News International, dando a sus periódicos información exclusiva a cambio de una recepción positiva
En 2002, Philip Gould, un asesor político del Partido Laborista, escribió una carta a la dirección del partido en la que aseguraba que la marca se había contaminado y era objeto de crítica y ridículo, perjudicada por una aparente falta de convicción e integridad. La marca se había debilitado debido a las disputas internas y el aparente fracaso en resolver temas importantes. Esta aseveración fue apoyada por Tony Blair, que argumentó que el gobierno necesitaba emplear más tiempo en resolver asuntos domésticos, desarrollar una estrategia unificada, y crear iniciativas atractivas. Blair también anunció la necesidad de ser más proactivos en política exterior.

## Apoyo electoral
Bajo Neil Kinnock, los laboristas intentaron ampliar su apoyo electoral más allá de la clase trabajadora. Después de que Blair se convirtiese en el líder del partido, su apoyo se incrementó significativamente entre las clases medias y altas, y consiguió un 39% de votos entre directivos y administradores en las elecciones de 1997, más que en las anteriores elecciones, que el partido había perdido. El Partido Laborista consiguió un apoyo más grande entre la gente joven que entre la gente mayor, pero no hubo una diferencia de género significativa. Durante los años 80, el apoyo electoral al partido se había limitado a las áreas industriales del Norte; en 1997, el laborismo tuvo un resultado mucho mejor en el sur de Inglaterra.
En las elecciones de 2001 y 2005, el laborismo mantuvo la mayoría del apoyo entre la clase media que había conseguido en 1997. En 2005, el apoyo al partido fue muy inferior al de las dos anteriores elecciones, lo que fue atribuido por David Rubinstein a la ira contra la guerra de Irak y hacia el propio Blair.
Los profesores Geoffrey Evans, John Curtice y Pippa Norris, de la Universidad de Strathclyde,  publicaron un escrito en el consideraron la incidencia del voto útil en las elecciones generales de 1997. Sus estudios mostraban que el voto útil se incrementó en 1997; hubo un incremento fuerte del voto anti conservador y una bajada del voto útil anti laborista. Los comentaristas políticos Neal Lawson y Joe Cox escribieron que el voto útil ayudó a otorgar al Nuevo Laborismo sus mayorías en 1997, 2001 y 2005, y argumentaron que el partido ganó por la oposición pública al Partido Conservador. El partido declaró tras su victoria que "ganó como Nuevo Laborismo y gobernaría como Nuevo Laborismo", pero Cox y Lawson criticaron este punto de vista, sugiriendo que el partido ganó por la oposición pública al Partido Conservador.

## Figuras clave

### Anthony Crosland
Ver también: Anthony Crosland
Los principios básicos del Nuevo Laborismo ya existían en el revisionismo socialista de la postguerra de Anthony Crosland. Crosland enfatizaba que el laborismo debía no sólo centrarse en la nacionalización y el bienestar social, sino también intentar reformar la educación, resolver la desigualdad de rentas, y conseguir mejores relaciones industriales. Su trabajo El futuro del socialismo acuñó la idea de que el socialismo es moral y debía perseguir la libertad, el compañerismo, la justicia social y la igualdad. Esto requería la redistribución de la riqueza a través de un sistema fiscal progresivo, lo que convertía a la titularidad pública de los medios de producción, plasmados en la Cláusula IV de los estatutos del partido, en innecesarios. Crosland también propuso que la reforma educativa permitiría un mayor igualitarismo, así como la eliminación del eleven plus exam (reválida inglesa que se realiza después del ciclo de educación primaria).

### Tony Blair
Ver también: Tony Blair
Tony Blair se convirtió en el líder del Partido laborista después de las elecciones internas de 1994, y acuñó el término "Nuevo Laborismo" en el congreso del partido del octubre de aquel año. Blair perseguía una "Tercera Vía" que buscaba utilizar los sectores público y privado para estimular el crecimiento económico y abandonar el compromiso laborista con la nacionalización. La aproximación de Blair al gobierno incluía una mayor dependencia en los medios de comunicación, utilizándolos para establecer la agenda política nacional, más que Westminster. Utilizó recursos considerables en mantener una buena imagen pública, lo que a veces tuvo prioridad sobre su propio gabinete. Blair adoptó una agenda política centrista en la que los ministros del gabinete asumían papeles de gestión en sus departamentos; la visión estratégica dependía directamente del primer ministro. Ideológicamente, Blair creía que los individuos sólo podían prosperar en una sociedad fuerte, y esto no era posible con un desempleo elevado.

### Gordon Brown
Ver también: Gordon Brown
Gordon Brown fue una figura importante en el gobierno laborista de Gran Bretaña y jugó un papel clave en el desarrollo de la filosofía del partido. Brown sirvió como Canciller en la sombra de Hacienda desde 1992 hasta 1997 y fue nombrado Canciller de Hacienda tras la victoria de los laboristas en las elecciones de 1997. Intentó controlar el déficit público y buscó incrementar el gasto en educación y sanidad. Su estrategia económica se basaba en el mercado, intentando reformar el estado del bienestar a través de un plan de créditos fiscales a las familias trabajadoras más pobres, y encargó al Banco de Inglaterra que estableciera tipos de interés.

### Peter Mandelson
Ver también: Peter Mandelson
En 1985, Peter Mandelson fue nombrado director de comunicaciones del Partido Laborista; anteriormente, había trabajado en la televisión. Ayudó al partido a ser cada vez más efectivo en sus comunicaciones y que éste estuviese más preocupado por su imagen ante los medios, especialmente en relación con los no afines. Mandelson encabezó el Directorio de Campañas y Comunicaciones, establecido en 1985, e inició la Agencia en la Sombra de Comunicaciones. Supervisó la relación de los laboristas con los medios y creía en la importancia de la prensa en su papel para comunicar la agenda política del partido. Creyó que la agenda de la prensa (en particular, de la prensa seria) influiría en los analistas políticos más importantes. En el gobierno, Mandelson fue nombrado ministro sin cartera para coordinar los diversos departamentos gubernamentales. En 1998, acusado de irregularidades financieras, dimitió como ministro del gabinete. 

### Alastair Campbell
Ver también: Alastair Campbell
Alastair Campbell fue secretario de prensa del Partido Laborista y lideró una estrategia para neutralizar la influencia de la prensa (que había debilitado al anterior líder laborista, Neil Kinnock) y crear aliados para el partido. Mientras estuvo en el gobierno, Campbell estableció una Unidad Estratégica de Comunicaciones, un organismo central cuyo papel era coordinar las relaciones del partido con los medios y asegurar que se presentaba una imagen unificada a la prensa. Dado su pasado en el periodismo de tabloides, Campbell entendía cómo los diferentes tipos de medios darían cobertura a las historias. Era una fuente de noticias muy valorada para los periodistas, dada su proximidad a Blair: fue el primer secretario de prensa en atender regularmente las reuniones del gabinete.

## Filosofía política
El Nuevo Laborismo desarrolló y subscribió la "Tercera Vía", una plataforma centrista diseñada para ofrecer una alternativa tanto al completo capitalismo como al socialismo absoluto. La ideología se desarrolló para convertir al partido en progresista y atraer votantes a lo largo del espectro político. El Nuevo Laborismo ofreció una vía intermedia entre las políticas neoliberales del libre mercado de la Nueva Derecha, a las que veía como económicamente eficientes, y el reformismo ético del laborismo a partir de 1945, que compartía las preocupaciones del Nuevo Laborismo por la justicia social. La ideología del Nuevo Laborismo se desvió de las creencias tradicionales en la consecución de la justicia social a través del colectivismo en masa; Blair estuvo influenciado por las formas éticas y cristianas del socialismo, a las que utilizó para otorgar una forma pretendidamente moderna al socialismo. 

### Justicia social
El Nuevo Laborismo tendió a enfatizar la justicia social, más que la igualdad, que fue el centro de anteriores gobiernos laboristas, y desafió a la visión de que la justicia social y la eficiencia económica eran mutuamente excluyentes. La adhesión tradicional del partido a la igualdad se redujo: se promovieron los estándares mínimos y la igualdad de oportunidades sobre la igualdad de resultados. La Comisión de Justicia Social, establecida por John Smith, informó en 1994 que los valores de la justicia social eran: igual valor de los ciudadanos, derechos iguales para ser capaces de cumplir con sus necesidades básicas, el requisito de propagar las oportunidades lo máximo posible, y la necesidad de eliminar las desigualdades injustificadas. El partido veía la justicia social en un primer momento como el requisito para dar a los ciudadanos libertad política y económica igualitaria y también como la necesidad de una ciudadanía social. Compagina la necesidad de una distribución de oportunidades igualitaria con la advertencia de que no deberían quitarse cosas a la gente exitosa para dárselas a la no exitosa.

### Economía
El Nuevo Laborismo aceptó la eficiencia económica del libre mercado y creía que podría ser extraída del capitalismo para conseguir los objetivos del socialismo, manteniendo al mismo tiempo la eficiencia de aquel. Los mercados también eran útiles para dar poder a los consumidores y permitir a los ciudadanos tomar sus propias decisiones y actuar responsablemente. El Nuevo Laborismo adoptó la economía de mercado porque creía que podía ser utilizada para objetivos sociales, así como para asegurar la eficiencia económica. El partido no creía que la titularidad pública fuese eficiente o deseable; fue muy importante para ellos asegurar que el electorado no percibiese que perseguían una economía centralizada. En el gobierno, el partido confió en las colaboraciones público-privadas y en las iniciativas financieras privadas para conseguir fondos y mitigar los miedos a una política de alta tributación y alto gasto público o endeudamiento excesivo.

### Bienestar
Las reformas del estado del bienestar propuestas por el Nuevo Laborismo en su manifiesto de 2001 incluían un crédito fiscal a las familias trabajadoras, una estrategia nacional en el cuidado de la infancia, y una renta mínima nacional. Escribiendo en Capital & Class, Chris Grover argumentó que estas políticas se dirigían a promover el empleo, y que esta posición dominó la posición del Nuevo Laborismo en relación con el bienestar social. Consideró que la visión de que las reformas del bienestar propuestas por el Nuevo Laborismo eran pro empleo y argumentó que, en este contexto, se debían poner en común las políticas sociales con el crecimiento económico. Gower propuso que, bajo el Nuevo Laborismo, esta posición se consolidaba a través de planes de fomento del empleo.

### Crimen
Partes de la filosofía política del Nuevo Laborismo vinculaban la criminalidad con la exclusión social y proponían políticas para fomentar colaboraciones entre las autoridades sociales y policiales para disminuir las tasas de criminalidad. Otras áreas del Nuevo Laborismo mantenían una aproximación tradicional hacia el crimen; la población penitenciaria en 2005 aumentó hasta más de 76.000 personas, en su mayoría debido al incremento de la duración de las sentencias. Tras los atentados del 11 de septiembre de 2001, el gobierno laborista intentó aumentar las medidas contraterroristas. Desde 2002, el gobierno siguió políticas dirigidas a reducir el comportamiento antisocial; en la Ley de Crimen y Desorden de 1998, los laboristas introdujeron Órdenes de Comportamiento Antisocial (ASBOs).

## Recepción
El sindicalista y periodista Jimmy Reid escribió en The Scotsman en 2002 criticando al Nuevo Laborismo por su fracaso en la promoción de la igualdad. Argumentó que el objetivo laborista de conseguir una "dinámica economía de mercado" era un camino para continuar en una economía de mercado libre, que impedía a los gobiernos intervenir para conseguir justicia social. Reid criticó que la agenda social del gobierno de Clement Attlee fue abandonada por Thatcher y que no revivió con el Nuevo Laborismo. Criticó al partido por no prevenir el incremento de la desigualdad, así como por la ambición del Nuevo Laborismo por ganar elecciones, la cual había conducido al partido hacia la derecha.
En 2002, el sociólogo Anthony Giddens, figura clave en el desarrollo de la "Tercera Vía", listó los problemas del Nuevo Laborismo, nombrando la manipulación informativa como el fracaso más grande, por el daño causado a la imagen del partido, muy difícil de reparar. También criticó el fracaso del proyecto de la Millennium Dome, y la incapacidad del laborismo de tratar con los negocios irresponsables. Giddens vio la habilidad del laborismo para marginalizar al Partido Conservador como un éxito, así como su política económica, su reforma social y ciertos aspectos de la política educativa. Giddens criticó lo que denominó como "casas a medio camino" del laborismo, como el Servicio Nacional de Salud, y la reforma medioambiental y constitucional.